# Saint-Cernin-de-Labarde
Saint-Cernin-de-Labarde – miejscowość i gmina we Francji, w regionie Nowa Akwitania, w departamencie Dordogne.
Według danych na rok 1990 gminę zamieszkiwało 231 osób, a gęstość zaludnienia wynosiła 20 osób/km² (wśród 2290 gmin Akwitanii Saint-Cernin-de-Labarde plasuje się na 946. miejscu pod względem liczby ludności, natomiast pod względem powierzchni na miejscu 963.).